# Daniel da Cruz Carvalho
Daniel da Cruz Carvalho, kurz Dani (* 2. November 1976 in Lissabon) ist ein ehemaliger portugiesischer Fußballspieler. Mitte der 1990er Jahre galt er als der kommende portugiesische Superstar. Diese Erwartung konnte er jedoch zeit seiner Karriere nicht erfüllen und beendete diese im Alter von 27 Jahren vorzeitig.

## Vereinskarriere

### Karrierebeginn bei Sporting
In Lissabon geboren, begann er seine Karriere in der Jugendabteilung von Sporting. Dort entwickelte er sich zum größten Talent des Vereins und debütierte 18-jährig in der Profimannschaft von Sporting. Kam er in der Liga nur auf spärliche Einsatzzeiten, wurde er im portugiesischen Cup und auf internationaler Ebene regelmäßig eingesetzt. Dadurch hatte er auch maßgeblichen Anteil am Cup-Titelgewinn 1995. Seine erste große Enttäuschung erlebte er in der Europacup-Saison 1995/96. Im Rückspiel des Achtelfinales im Europapokal des Pokalsieger gegen Rapid Wien erhielt er in der 92. Spielminute, beim Stand von 1:0 für Rapid, die Gelb/Rote Karte wegen „unnötigen Ballwegschlagens“. Sporting verlor daraufhin in Unterzahl das Spiel mit 4:0 in der Verlängerung und schied gegen den späteren Finalisten aus. Das Ausscheiden wurde unter anderem auch auf den unnötigen Platzverweis zurückgeführt. Noch während seiner Sporting-Zeit erhielt er auch die Trophäe für den „Jungfußballer des Jahres“ in Portugal. Als zur Saison 1994/95 Luis Figo den Verein in Richtung FC Barcelona verließ, sollte er langfristig als dessen Nachfolger aufgebaut werden. Es folgte jedoch die Junioren-Fußballweltmeisterschaft 1995, in der er zum zweitbesten Spieler des Turniers gewählt und damit das Interesse verschiedener europäischer Vereine auf sich zog.

### Rauswurf bei West Ham United
Für eine Leihgebühr von 130.000 Pfund wurde er im Februar 1996 in die Premier League zu West Ham United verliehen. Der mediale Druck in London sollte in Folge zum ersten Stolperstein seiner Karriere werden. Bereits vor seiner Ankunft, taten die englischen Medien ihren Beitrag dazu, indem sie ihn zum „portugiesischen Glamourboy“ hochstilisierten. In der Hochphase der Liverpooler „Spice Boys“ (McManaman, Redknapp, McAteer, Fowler, Collymore) und dem beginnenden Hype um David Beckham in Manchester, suchte man in London händeringend nach einem Fußballer, den man auch in der Boulevard-Presse verkaufen konnte. Dani gefiel sich in der Rolle und machte in seiner gesamten Zeit in England mehr durch seine Aktivitäten abseits des Rasens Schlagzeilen, als mit seinen Leistungen am Platz. Er absolvierte lediglich 9 Saisoneinsätze mit 2 Torerfolgen, in denen er jedoch weitestgehend überzeugen konnte. Als er ein Training versäumte, nachdem er am Vortag in einem Londoner Nachtclub fotografiert wurde, wurde er von West-Ham-Manager Harry Redknapp aus dem Kader geworfen und wieder zu Sporting zurückgeschickt. Zuvor hatte sich Redknapp noch selbst zu dieser folgenschweren Äußerung in der englischen Presse hinreißen lassen:

„Dani is so good-looking I don't know whether to play him or fuck him“

### Ajax Amsterdam
Sein Rauswurf in England rief wieder verschiedene internationale Vereine auf den Plan und so kam es, dass er zur Saison 1996/97 zur Talentschmiede Ajax Amsterdam in die Eredivisie wechselte. Vor allem Ajax-Institution Johan Cruyff machte sich für eine Verpflichtung des Spielers stark. In Amsterdam erhielt er das Trikot mit der Nummer 10, was abermals eine gewisse Erwartungshaltung mit sich führte. Es folgten vier Spielzeiten, in denen er einmal den Meistertitel und zweimal den Cup-Sieg feiern durfte. Obwohl er zeitweise sein großes Talent aufblitzen ließ, konnte er aber doch nicht die in ihn gesetzten Erwartungen erfüllen. Der „Hype“ um seine Person ging auch in den Niederlanden abseits des Rasens weiter, welchen er durch einen nicht immer vorbildlichen Lebenswandel noch verstärkte. Als in seiner letzten Spielzeit seine sportlichen Leistungen immer mehr zu schwanken begannen und von diversen Eskapaden im Amsterdamer Nachtleben berichtet wurde, entschloss sich Ajax seinen Vertrag nicht mehr zu verlängern.

### Kurzzeitig bei Benfica Lissabon
Zur Saison 2000/01 wechselte er daraufhin zurück nach Lissabon, zu Benfica. Dies wurde ihm von den Sporting Fans übel genommen, die ihn daraufhin stark anfeindeten. Nach lediglich fünf Spielen bei Benfica, wechselte er in derselben Saison nach Spanien zum frisch in die Segunda División abgestiegenen Atlético Madrid.

### Aufstieg mit Atletico Madrid
In Madrid fand er sich schnell zurecht und brachte herausragende Leistungen. Trotzdem verpasste man in seiner ersten Saison mit Platz 4 die sofortige Rückkehr in die Primera División. In der Folgesaison, war er überragender Mann im Madrider Star-Ensemble und feierte den Meistertitel in der Segunde Division und den damit verbundenen Aufstieg. Atletico hatte sich jedoch während seines zweijährigen Abstechers in die Zweitklassigkeit finanziell übernommen und geriet nach dem Aufstieg in arge finanzielle Probleme. Daraufhin konnte das Gehalt mehrerer Spieler, darunter auch Dani, nicht mehr bezahlt werden. In Folge kündigte Dani aufgrund der ausbleibenden Gehälter seinen Vertrag mit Atletico, um einen anderen Verein zu finden.

### Überraschendes Karriereende
Es folgten verschiedene Probetrainings in Spanien, England und Schottland, die jedoch keinen Vertragsabschluss mit sich brachten. Nach einer mehrwöchigen Probephase bei Celtic Glasgow schien eine Verpflichtung nur mehr Formsache zu sein, ehe sich Celtic Manager Martin O’Neill aufgrund seines miserablen körperlichen Zustands gegen ihn entschied.
Nachdem er daraufhin bis ins Frühjahr 2004 keinen Verein mehr fand, verkündete er überraschend sein Karriereende.

## Nationalmannschaft
Auf internationaler Ebene machte er erstmals während der Junioren-Fußballweltmeisterschaft 1995 auf sich aufmerksam. Portugal wurde Dritter, Dani schoss in 6 Spielen 4 Tore. Zuvor schoss er in der Vorrunde das wichtige Tor zum 1:0-Sieg gegen den späteren Gewinner Argentinien. Erst im Halbfinale musste sich Portugal gegen Brasilien mit 1:0 geschlagen geben. Im Spiel um Platz 3 schoss er abermals das Siegtor zum 3:2 gegen Spanien. Später wurde er mit dem Silbernen Ball zum zweitbesten Spieler des Turniers gewählt. Wäre Portugal nicht vorzeitig Ausgeschieden, hätte er wohl den Goldenen Ball erhalten, die Experten waren sich jedenfalls einig, dass er die prägende Person des Turniers gewesen wäre.
Das nächste Highlight folgte 1996 mit der Teilnahme am olympischen Fußballturnier in Atlanta. Portugal war einer der Favoriten des Turniers und schaffte es bis ins Halbfinale, das man gegen Argentinien mit 2:0 verlor. Das Spiel um Platz 3 gegen Brasilien ging ebenfalls mit 5:0 verloren. Dadurch belegte man den undankbaren 4. Platz und konnte keine Medaille mit nach Hause nehmen. Dani absolvierte im Verlauf des Turniers 5 Einsätze mit keinem Torerfolg.
Seine Karriere in der Portugiesischen Fußballnationalmannschaft verlief weniger erfolgreich. Analog zu seinem kometenhaften Aufstieg debütierte er bereits am 12. Dezember 1995 beim 1:1 gegen England. Danach zählte er immer wieder zum Kader, wurde aber erst in der Qualifikation zur Fußball-Europameisterschaft 2000 in Belgien regelmäßig eingesetzt. Überraschend schien er daraufhin aber nicht im endgültigen Kader für die Europameisterschaft auf. Sein letztes Länderspiel absolvierte er am 29. März 2000, beim 2:1-Sieg gegen Dänemark.

## Nach der aktiven Karriere
Nach der Beendigung seiner Fußballkarriere, wechselte er zum portugiesischen Fernsehen. Zunächst als Co-Kommentator und Experte beim Fußball, bekam er in Folge auch eine eigene Unterhaltungssendung, die er moderierte. Bis dato arbeitet er auch als professionelles Männer-Modell.
Seine Popularität ist immer noch ungebrochen, was alleine durch die Anzahl der „Dani-Fanclubs“ ersichtlich wird, die immer noch existieren.

## Erfolge

### Im Verein
- 1 × Niederländischer Meister: 1998
- 2 × Niederländischer Pokalsieger: 1998, 1999
- 1 × Portugiesischer Pokal: 1995
- 1 × Portugiesischer Super-Cup: 1995
- 1 × Meister Segunda División: 2002

### Nationalmannschaft
- 1 × 3. Platz Junioren-Fußballweltmeisterschaft 1995
- 1 × 4. Platz Olympische Sommerspiele 1996:

### Als Spieler
- 1 × Silberner Ball: Junioren-Fußballweltmeisterschaft 1995
- 1 × Bronzener Schuh: Junioren-Fußballweltmeisterschaft 1995
- 1 × Jungfußballer des Jahres in Portugal: 1995